# William A. Fraker
William A. Fraker est un directeur de la photographie, producteur et réalisateur américain, né le 29 septembre 1923 à Los Angeles, en Californie (États-Unis) où il est mort le 31 mai 2010.

## Filmographie

### Comme directeur de la photographie

#### Cinéma
- 1961 : Forbid Them Not de Robert L. Kimble
- 1964 : The Ghost of Sierra de Cobre de Joseph Stefano
- 1967 : Le Diable à trois (Games) de Curtis Harrington
- 1967 : Le Renard (The Fox) de Mark Rydell
- 1967 : La Folle Mission du docteur Schaeffer (The President's Analyst) de Theodore J. Flicker (en)
- 1968 : Rosemary's Baby  de Roman Polanski
- 1968 : Bullitt de Peter Yates
- 1969 : La Kermesse de l'Ouest (Paint Your Wagon) de Joshua Logan
- 1971 : Dusty and Sweets McGee (en) de Floyd Mutrux
- 1973 : Le Jour du dauphin (The Day of the Dolphin) de Mike Nichols
- 1974 : Conversation avec Fritz Lang (Fritz Lang Interviewed by William Friedkin) de William Friedkin
- 1975 : Rancho Deluxe de Frank Perry
- 1975 : Aloha, Bobby and Rose de Floyd Mutrux
- 1975 : Coonskin de Ralph Bakshi
- 1976 : Gator de Burt Reynolds
- 1976 : The Killer Inside Me de Michael Winterbottom
- 1977 : L'Exorciste 2 : l'hérétique (Exorcist II: The Heretic) de John Boorman
- 1977 : À la recherche de Mister Goodbar (Looking for Mr. Goodbar) de Richard Brooks
- 1978 : American Hot Wax
- 1978 : Le Ciel peut attendre (Heaven Can Wait) de Warren Beatty et Buck Henry
- 1979 : Old Boyfriends (en) de Joan Tewkesbury (en)
- 1979 : 1941 de Steven Spielberg
- 1980 : The Hollywood Knights de Floyd Mutrux
- 1980 : Divine Madness de Michael Ritchie
- 1981 : L'Anti-gang (Sharky's Machine) de Burt Reynolds
- 1982 : La Cage aux poules (The Best Little Whorehouse in Texas) de Colin Higgins
- 1983 : WarGames de John Badham
- 1984 : Divorce à Hollywood (Irreconcilable Differences) de Charles Shyer
- 1984 : Protocol d'Herbert Ross
- 1985 : La Fièvre du jeu de Richard Brooks
- 1985 : Murphy's Romance de Martin Ritt
- 1986 : Cap sur les étoiles (SpaceCamp) d'Harry Winer
- 1987 : La Pie voleuse (Burglar)
- 1987 : Baby Boom de Charles Shyer
- 1989 : Le Ciel s'est trompé (Chances Are), d'Emile Ardolino
- 1989 : Délit d'innocence (An Innocent Man) de Peter Yates
- 1990 : Premiers Pas dans la mafia (The Freshman) d'Andrew Bergman
- 1992 : Les Aventures d'un homme invisible (Memoirs of an Invisible Man) de John Carpenter
- 1992 : Lune de miel à Las Vegas (Honeymoon in Vegas) d'Andrew Bergman
- 1993 : Duel au soleil (Tombstone) de George Pan Cosmatos
- 1994 : There Goes My Baby de Floyd Mutrux
- 1994 : Street Fighter - L'ultime combat (Street Fighter) de Steven E. de Souza
- 1995 : Le Père de la mariée 2 (Father of the Bride Part II) de Charles Shyer
- 1996 : L'Île du docteur Moreau (The Island of Dr. Moreau) de John Frankenheimer
- 1997 : Vacances à Vegas (Vegas Vacation) de Stephen Kessler (en)
- 2000 : L'Enfer du devoir (Rules of Engagement) de William Friedkin
- 2001 : Potins mondains & amnésies partielles (Town & Country) de Peter Chelsom
- 2002 : Escapade à Reno (Waking Up in Reno) de Jordan Brady

#### Télévision
- 1963 : Au-delà du réel (The Outer Limits) (série télévisée)
- 1966 : Daktari (série télévisée)
- 1968 : Fade-In (en) (TV)
- 1995 : Une mort à petites doses (en) (Death in Small Doses) de Sondra Locke (TV)

### Comme réalisateur
- 1970 : Monte Walsh
- 1973 : A Reflection of Fear (en)
- 1981 : Le Justicier solitaire (The Legend of the Lone Ranger)
- 1987 : Un flic dans la mafia (Wiseguy) (série télévisée)
- 1987 : J.J. Starbuck (série télévisée)
- 1989 : B.L. Stryker: The Dancer's Touch (TV)
- 1989 : Unsub (série télévisée)
- 1989 : Un privé nommé Stryker (B.L. Stryker) (série télévisée)
- 1990 : Flash (The Flash) (série télévisée)

### Comme acteur
- 1971 : Dusty and Sweets McGee (en) de Floyd Mutrux : The Cellist
- 1984 : Divorce à Hollywood (Irreconcilable Differences) de Charles Shyer : Gabrielle Cinematographer

### Comme producteur
- 1993 : Duel au soleil (Tombstone)